# چلچله خانگی سیبری
چلچلۀ خانگی سیبری یا چلچلۀ خانگی شرقی (نام علمی: Delichon lagopodum)، یک پرندۀ گنجشک‌سان از خانوادهٔ پرستویان است که در نواحی صخره‌ای شمال شرق روسیه، مغولستان و شمال چین و زمستان‌ها در میانمار، لائوس، ویتنام و کامبوج زادآوری می‌کند. قبلاً با چلچله دمگاه‌سفید یک گونه بود.